# Фереро (Торино)
Фереро је насеље у Италији у округу Торино, региону Пијемонт.
Према процени из 2011. у насељу је живело 41 становника. Насеље се налази на надморској висини од 635 м.